# Cofradía del Amparo (Murcia)
La Real y Venerable Cofradía del Santísimo Cristo del Amparo y María Santísima de los Dolores es una cofradía de culto católico que tiene su sede canónica en la iglesia de San Nicolás de Bari de la ciudad de Murcia (España). 
Participa en la Semana Santa de Murcia desfilando cada Viernes de Dolores, con lo que inaugura los desfiles pasionales de la ciudad.

## Historia

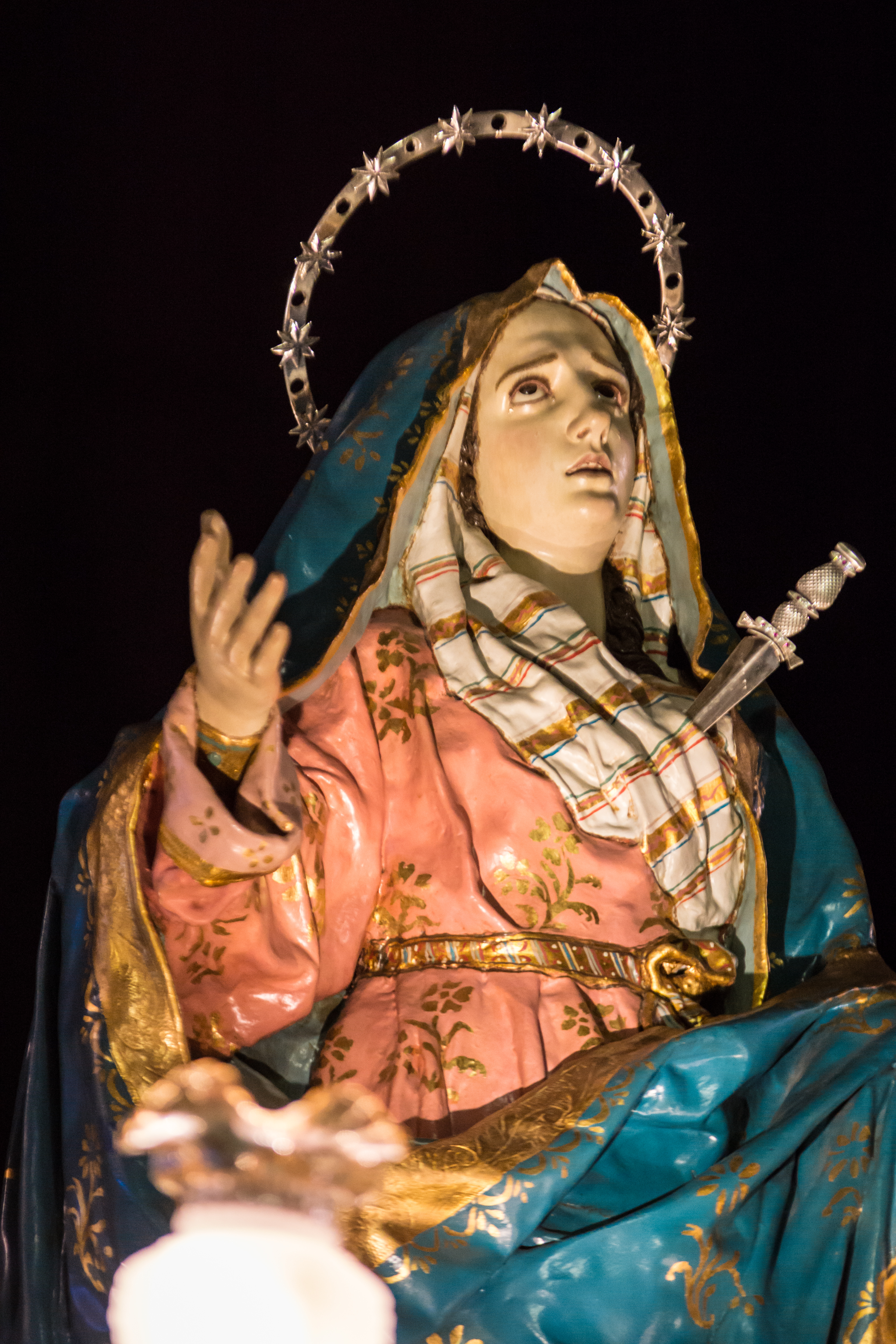
Detalle de la imagen de María Santísima de los Dolores, cotitular de la Cofradía.

Cofradía fundada en octubre de 1985, cuando el obispo de Cartagena Javier Azagra firmó el decreto de Erección Canónica de la Venerable Cofradía tras serle presentado el proyecto por un grupo de amantes de la Semana Santa vinculados con la parroquia de San Nicolás, siendo 33 los primeros miembros de la institución en honor a los años de Cristo. El que ideó el proyecto fue su fundador D. Emilio Salas. 
En enero de 1986 se celebró el acto fundacional en la Iglesia de San Nicolás de Bari, saliendo por primera vez en procesión en la Semana Santa de aquel año.
En aquella primera procesión formaron el cortejo 3 hermandades, Nuestro Padre Jesús del Gran Poder, y los 2 pasos titulares de la cofradía: María Santísima de los Dolores y el Santísimo Cristo del Amparo. En principio la idea era que fuese una cofradía penitencial y únicamente con 2 hermandades. Finalmente salió con 3 hermandades dirigidas por los cabos de andas y fundadores: D. Antonio González Barnés, D. Alfonso López Cerezo y D. Ángel Galiano Meseguer. 
Con posterioridad se fueron añadiendo otras hasta alcanzar el número de 8 que posee actualmente.
La procesión sigue a grandes rasgos el estilo tradicional aunque tiene sus peculiaridades: los mayordomos llevan la cara tapada en vez de llevarla descubierta, los pasos cuentan con 3 estantes por vara y no 2 y muchos de ellos marcan el paso. Aun así, en esta tarde-noche se pueden contemplar por primera vez las típicas medias de repizco, el clásico toque de  burla y se reparten también los primeros caramelos de la Semana Santa.

## Pasos y Hermandades
La cofradía cuenta con 8 pasos y sus respectivas hermandades, según el orden de salida en procesión:
| ORDEN | NOMBRE                                                    | AUTOR Y FECHA                                                      | NOTAS |
| ----- | --------------------------------------------------------- | ------------------------------------------------------------------ | --- |
| 1     | Ángel de la Pasión                                        | Rafael Roses Rivadavia, 1995.                                      | Preside la Hermandad Infantil de la Cofradía. |
| 2     | Sagrada Flagelación                                       | José Hernández Navarro, 1994-1996.                                 | Es la primera representación de la Flagelación que hizo José Hernández Navarro para la ciudad. |
| 3     | Jesús ante Pilatos                                        | Antonio Labaña Serrano, 1991.                                      | Representa el momento de la Sentencia a Cristo, cuando el procurador Poncio Pilato se lava las manos negando la culpa de la muerte del Señor |
| 4     | Nuestro Padre Jesús del Gran Poder                        | Nicolás de Bussy, 1693.                                            | Despierta un importante fervor en la ciudad que le dedica numerosas saetas durante su recorrido. Reside durante todo el año en el Convento de las Capuchinas y es portado por los estantes el miércoles de pasión (miércoles antes de Viernes de Dolores) al atardecer hasta la Iglesia de San Nicolás de Bari y devuelto al convento el Domingo de Ramos por la mañana. |
| 5     | Encuentro camino del Calvario                             | Gregorio Hernández Henarejos, 1996.                                | Representa el encuentro de Cristo con la Santa Mujer Verónica |
| 6     | San Juan Evangelista                                      | Gregorio Hernández Henarejos, 2000.                                | |
| 7     | María Santísima de los Dolores (Cotitular de la Cofradía) | Anónima, siglo XVIII.                                              | Una de las titulares de la procesión. Atribuida por expertos del centro de restauración de Verónicas de Murcia a Francisco Salzillo. |
| 8     | Santísimo Cristo del Amparo (Titular de la Cofradía)      | Anónimo, atribuido a Antonio Dupar, primer cuarto del siglo XVIII. | Bella y antigua talla anónima que los expertos atribuían a Salzillo aunque más recientemente se inclinan por el francés Dupar. |

Los pasos ya montados pueden ser contemplados durante toda la mañana del Viernes de Dolores en la Iglesia de San Nicolás de Bari hasta las 14 horas del día del cortejo. A partir de las 14 horas, se procede a terminar de montar los últimos detalles para el desfile procesional (montaje de varas de los pasos, revisión de flores,...)

## Vestimenta

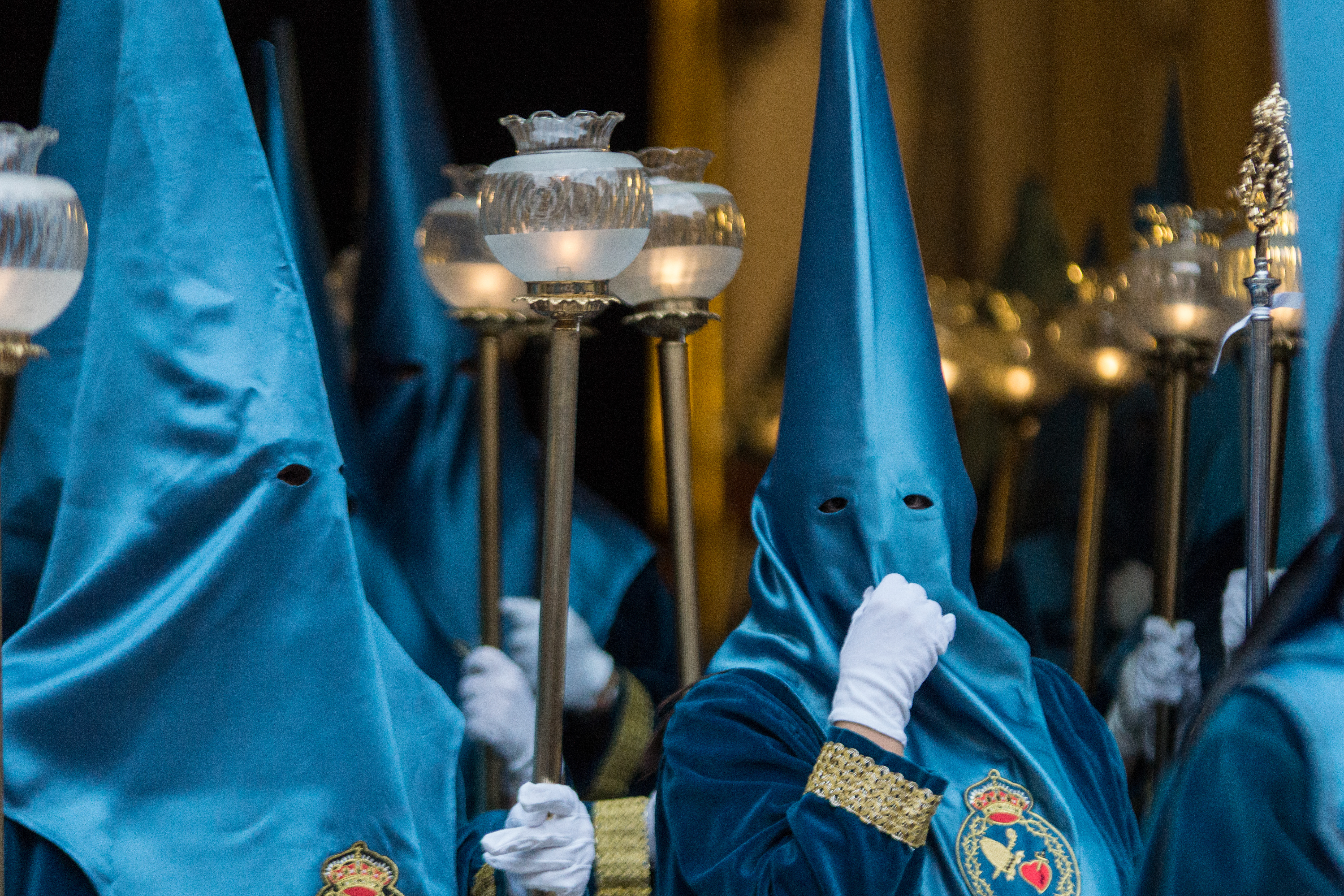
Detalle de las túnicas azules de la Cofradía del Amparo.

-Mayordomos y nazarenos penitentes: Túnica de terciopelo azul con cíngulo. Capuz en raso del mismo color en tonalidad algo más clara y el escudo de la cofradía en el antifaz, con fondo que varía de color en función de la hermandad. El tercio de promesas que antecede al Cristo del Amparo cuenta con túnica de tergal azul. Los mayordomos de la cofradía llevan la cara tapada, a diferencia del estilo tradicional murciano.
-Estantes: Túnica azul de tergal con capuz del mismo color y escudo de la cofradía en la parte izquierda de la parte superior de la túnica. (El color del escudo cambia según cual sea el paso/hermandad a la que pertenece el estante). Poseen puntillas en la solapa, sin llevar chaqueta como el resto de cofradías que siguen el mismo estilo, y calzan esparteñas. En algunos pasos, el cabo de andas lleva la misma indumentaria que los mayordomos, salvo la cara, que la llevan descubierta.

## Itinerario
Plaza San Nicolás, San Nicolás, San Pedro, plaza San Pedro, Jara Carrillo, Tomás Maestre, Sol, Frenería, plaza Cardenal Belluga, Salzillo, plaza Hernández Amores, Trapería, plaza Santo Domingo, Santa Clara, Echegaray, plaza Romea, Fernández Ardavín, Santa Gertrudis, Calderón de la Barca, Esteve Mora, San Bartolomé, Santa Catalina, plaza Santa Catalina, plaza de las Flores, Cristo de la Esperanza, plaza San Pedro, Riquelme, San Benito, plaza Mayor, San Nicolás, plaza San Nicolás
Momento culminante es la recogida, ya de madrugada, cuando en la plaza de San Nicolás se produce el encuentro de los titulares de la cofradía, María Santísima de los Dolores y el Santísimo Cristo del Amparo.

## Música
La cofradía dispone de distintas composiciones propias, como la marcha Jesús del Gran Poder de Murcia, de Félix San Mateo, o la marcha Amparo Eterno, de Juan Francisco Ros Galindo, estrenada en 2025 por el 40 aniversario de la cofradía.